# 瓦爾特·拉特瑙
瓦爾特·拉特瑙（德語：Walther Rathenau；1867年9月29日—1922年6月24日），猶太裔德國人，是一位德國實業家、政治家、作家，在魏瑪共和國期間擔任德國外交部長。拉巴洛条约簽定後兩個月於1922年6月24日遭到暗殺身亡。鼓吹犹太人融入德国社会，曾为德国最大财团之一的通用电力公司总裁，于第一次世界大战期间改组德国军事工业。拉特瑙在1921年担任重建部部长，1922年2月出任外交部长，力图与战胜国就赔款达成协议，然而于同年6月24日被极右派人士暗杀。拉特瑙遇刺后，德国各大城市均出现大规模示威行动，柏林示威人数甚至多达40万人。

## 生平

### 早年生活

#### 身份衝突
拉特瑙出生於柏林，父親埃米爾·拉特瑙（Emil Rathenau）是一位著名的猶太商人，也是著名的德國通用電力公司（Allgemeine Elektrizitäts-Gesellschaft (AEG)）的創始人。

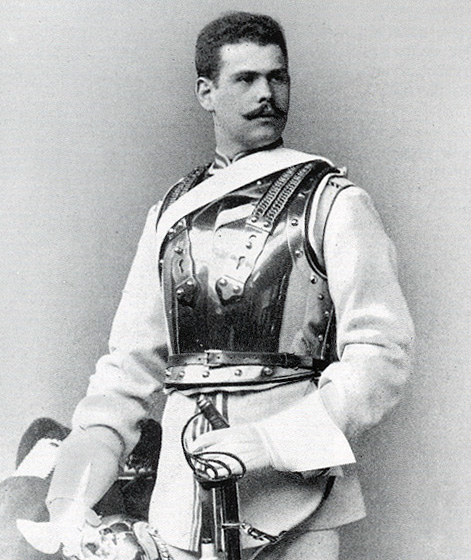
1891年，拉特瑙擔任近衛胸甲騎兵團副軍士時的照片

1890年10月至1891年9月，拉特瑙在普魯士近衛胸甲騎兵團擔任了一年的志願者。但是他成為一名專屬軍團的預備役軍官的願望失敗了，因为該軍團的軍官幾乎全部由貴族組成。和其他預備役軍官候選人一樣，幾個月後他被晉升為副中士。然而由於他是猶太人，他沒有被錄取參加預備役軍官考試。他拒絕用皈依基督教來換取晉升軍官的機會。 
由於反猶太主義盛行，拉特瑙未能參加軍官增選的軍官考試。在1885 年至 1914 年的普魯士，沒有一個猶太候選人被晉升為預備役軍官。直到德意志帝國末期，大多數未受洗的猶太人都被禁止從事高級公務員、司法部門或高等教育的職業。 
拉特瑙因此遭受了與他的許多猶太同代人同樣的命運。他們被拒絕晉升為預備役中尉，例如兩年前化學家弗里茨·哈伯的情況就是這樣，他後來在硝石和彈藥生產方面的工作受到了拉特瑙的讚揚。哈伯为了融入德国社会，稍後皈依了新教。

回顧過去，拉特瑙這樣描述自己的青春：
在每個德國猶太人的青年時代，都有一個他將終生銘記的痛苦時刻：當他第一次充分意識到自己作為二等公民來到這個世界上時，沒有任何能力沒有任何優點可以讓他擺脫這種困境。
屬於精英階層和同時受到歧視之間的創傷性差距伴隨著他，並決定了他一生的行為和思想。舒拉米特·沃爾科夫这样评价他：
他的一生[...]也可以被視為包含了德國猶太歷史的精髓，即試圖調和猶太人和德國人的身份，但又不讓其中一方感到充分满意。

#### 修習工學
随后他前往柏林和斯特拉斯堡學習物理、化學和哲學，師從奧古斯特·昆特，並於1889年獲得物理學博士學位。在德國反猶太主義日益普遍的時期，他的德國猶太血統和積累的財富都是他在德國政治中建立深刻分裂聲譽的因素。
他總結了自己在德國長大的猶太人的想法，表示他的愛國主義和對國家的忠誠與任何德國同胞沒有什麼不同，無論宗教或種族如何：
我是猶太裔德國人。我的人民是德國人民，我的家是德國，我的信仰是德國信仰，它高於一切教派。

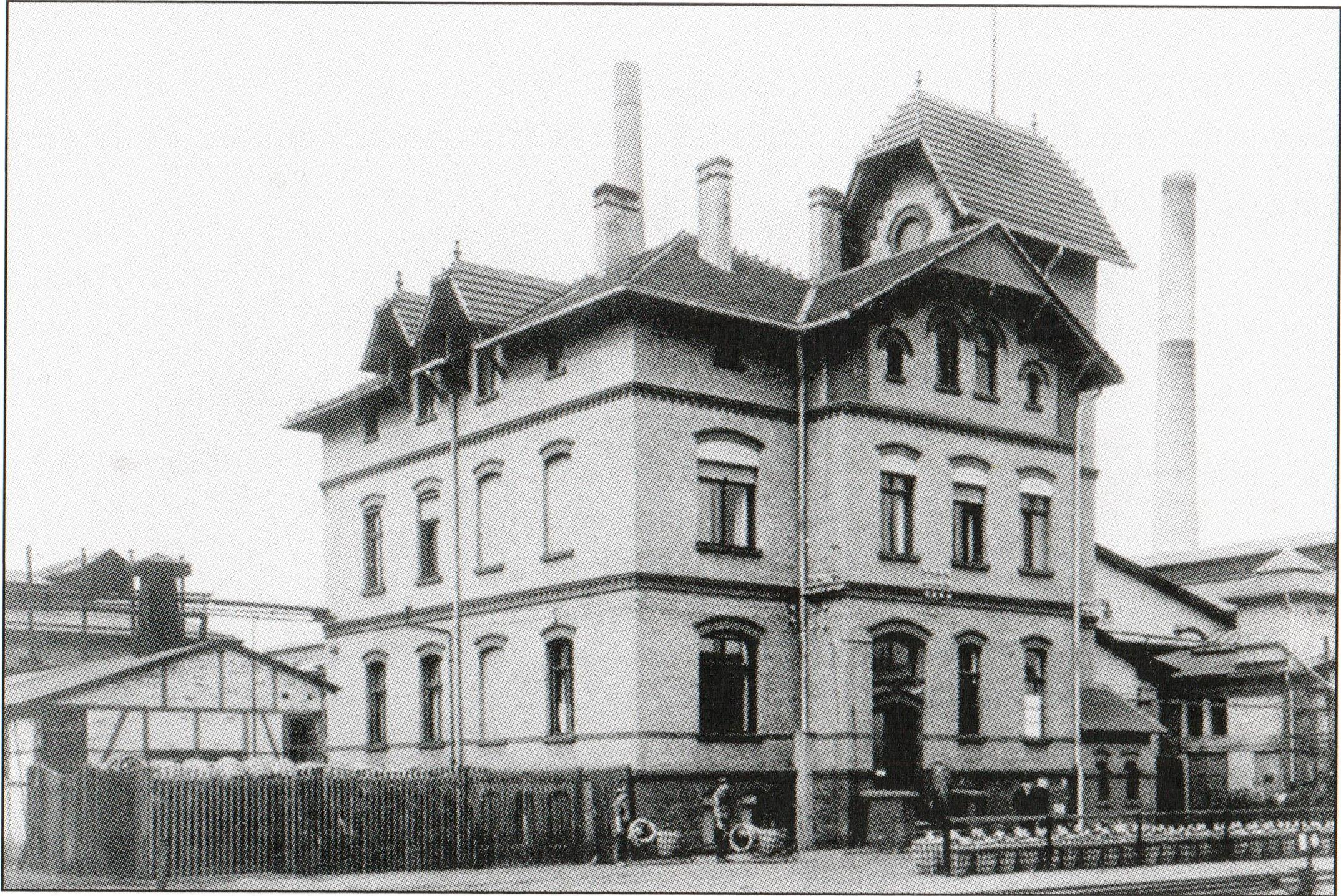
瓦爾特·拉特瑙1893年至1907年間在比特費爾德生活和工作的地方

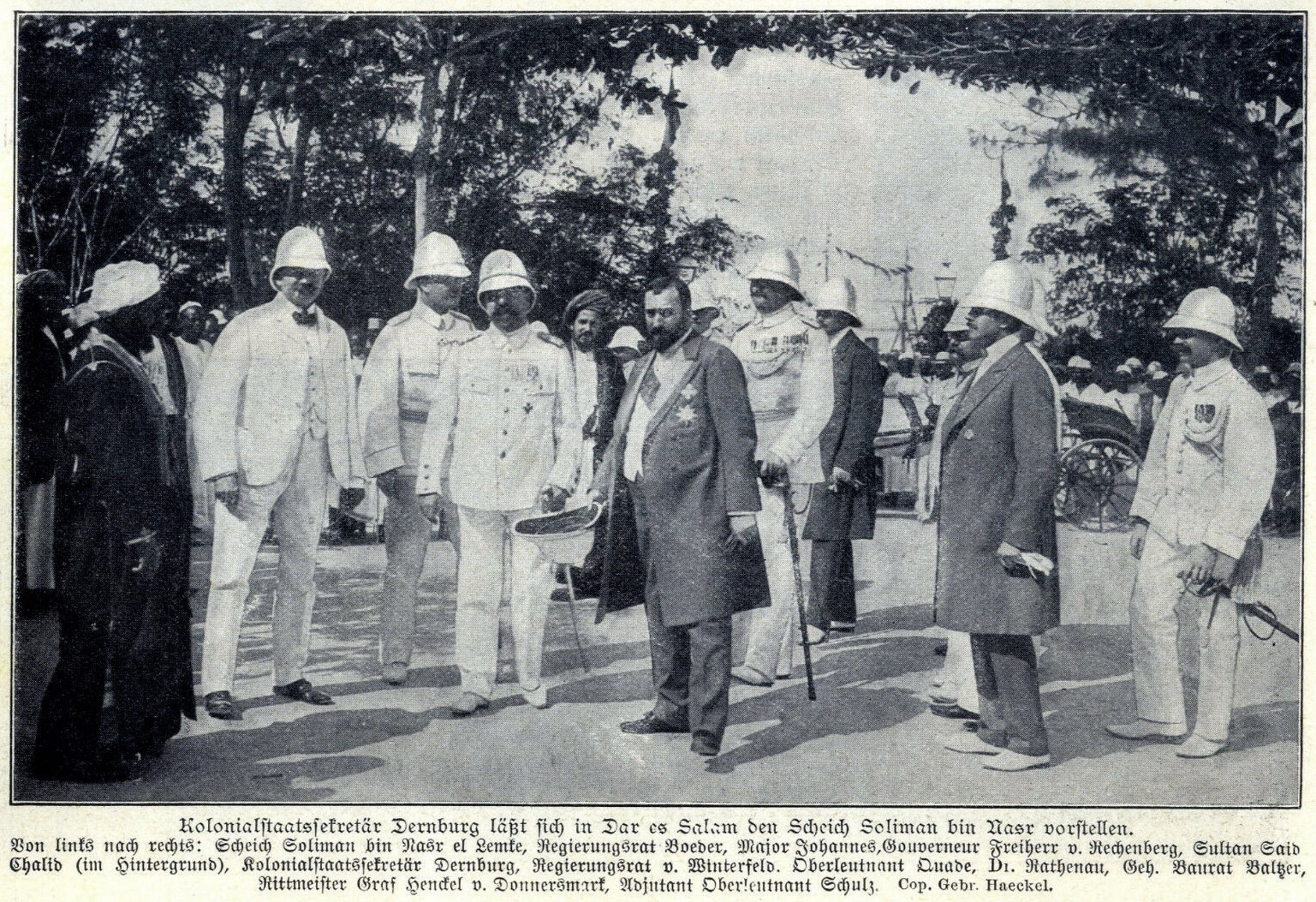
1907年的沙蘭港，左起第九位為拉特瑙

他曾在瑞士一家鋁廠擔任技術工程師，然後在比特費爾德的一家小型電化學公司擔任經理，在那裡進行電解實驗。1899年，他返回柏林並加入AEG董事會，成為德意志帝國晚期和魏瑪共和國早期的領先實業家。1903年，他更具創業精神的弟弟埃里希·拉特瑙去世。傷心欲絕的他的父親不得不對瓦爾特的幫助感到滿意。瓦爾特·拉特瑙是一位成功的實業家：僅用了十年時間，他就在曼徹斯特、布宜諾斯艾利斯和巴庫建立了發電站。AEG收購了馬德里一家有軌電車公司的所有權；在東非，他收購了一家英國公司。他總共參與了全球84家公司的工作。AEG因其垂直整合方法和對供應鏈管理的高度重視而受到特別讚揚。拉特瑙在業務重組、扭轉公司局面方面積累了豐富的專業知識。高度的組織能力使他的公司非常富有，並製定了新化學品開發的標準，例如曼徹斯特的丙酮。他從廣泛的工業規模的商業貸款中獲得了大量利潤，並將這些利潤再投資於資本和資產。

### 世界大戰

#### 足食足兵
拉特瑙是一位經驗豐富的記者，他在柏林日報發表文章，指責自己的國家操縱維也納的政治。隨著兩國與俄羅斯的關係出現變化，該報描述了毛奇參與的戰爭部門正在實施的秘密陰謀。第一次世界大戰期間，他的觀點變得強硬。他在普魯士戰爭部原材料司擔任高級職務，並在1915年他父親去世後成為AEG主席。拉特瑙在說服陸軍部成立戰爭原材料部（Kriegsrohstoffabteilung, KRA）方面發揮了關鍵作用，他於1914年8月至1915年3月期間負責該部門，並製定了基本政策和程序。他的高級職員是從工業界借調的。KRA重點關注受到英國封鎖威脅的原材料，以及來自被佔領的比利時和法國的供應。它制定價格並規範重要軍工行業的分配。它開始開發替代原材料，發展供應鏈以實現德國境內的和平和政權更迭。由於商業、工業和政府本身的複雜性，KRA遭受了許多低效率的困擾。

### 戰後歲月
拉特瑙在政治上是溫和自由派，第一次世界大戰後，他是德國民主黨的創始人之一，但隨著戰後混亂的到來，他轉向了左翼。他熱衷於社會平等權利，拒絕工業的國家所有製，而是主張工人更多地參與公司的管理。他的思想對戰後政府產生了影響。他被推舉為社會黨第一任總統候選人；但當他站在德國國會大廈時，卻在“一陣陣笑聲和尖叫聲”中被解散，這顯然讓這名男子感到不安。左派選舉艾伯特未能彌合整個魏瑪時期德國社會的深刻裂痕和社會分裂。拉特瑙表示，德國中部的一個小鎮不適合作為首都和政府所在地。但他的能力並沒有得到充分的重視。在共產主義激發的斯巴達克起義的幾個月內，極右翼組織立即興起，“這是一個國家的產物，在這個國家中，幾個世紀以來，沒有人不是軍事封建主義的成員或皈依者就可以統治…”他告訴德國國會，立即對1917年祖國黨的成立表示遺憾。1918年，他建立了ZAG，以他的德國集體經濟共同體理念為生。
拉特瑙鼓勵自由貿易，並相信“準備和定向效率”的功效：他的同事維查德·馮·莫倫多夫被任命為帝國經濟辦公室副部長；1919年7月，他們曾一度與共和黨人魯道夫·威塞爾為魏瑪密切合作。但興登堡的技術官僚理性經濟計劃是藉用的；而持民主態度的拉特瑙則警告人們不要追求短期主義。柏林的遊行是財政部和經濟部內部鬥爭的結果。1919年2月20日，他提議成立工人委員會。社會主義國際聯盟的計劃被公開嘲笑為“巴黎聯盟”——第二共產國際的倒退——他們公開挑戰民主思想。但與蘇聯的和解是受到拉特瑙的啟發。它試圖阻止“大德意志”的擴張。

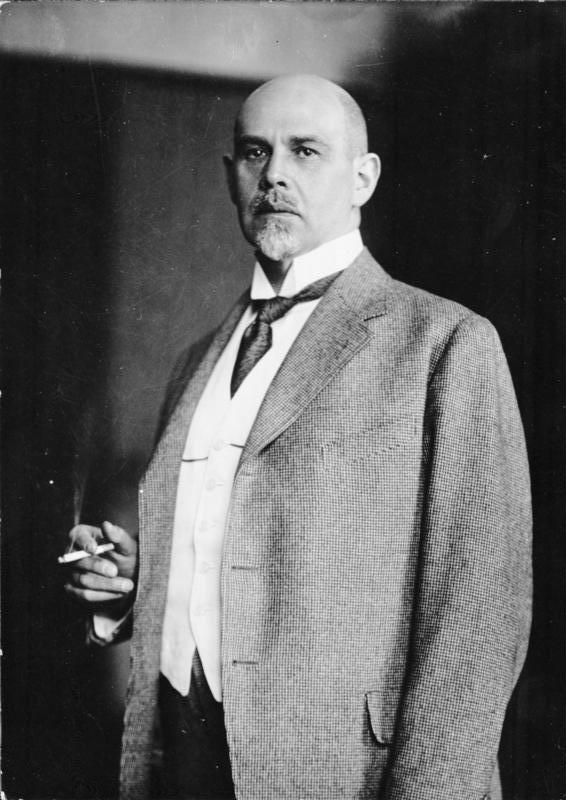
瓦爾特·拉特瑙，1921

拉特瑙被任命為重建部長，並於1921年5月與勞埃德·喬治和賠款委員會舉行了第二次會議。他與阿里斯蒂德·白里安建立了良好的關係，後者稱讚“一個強大、健康、繁榮的德國”。國家政策時代充滿了高度的、無私的自信。他對戰前的黑格爾情結有著同樣的迷戀，因為德國企業界因對至高無上的崇敬而受到懲罰。他對同盟的頹廢、自滿、對擴展到神秘主義的天真浪漫主義的腐蝕保持警惕。他的想法被質疑為“客觀上不可能”；魏瑪缺乏清晰度和領導力，而拉特瑙則具有確定性，並且對細節很堅定。全民徵稅將成為貫穿他的人性哲學的功利主義的一部分。這種關於“瓦解的”凡爾賽宮的對比與實現和重建的作用不相容。儘管埃爾茲貝格被暗殺，拉特瑙仍勇敢地堅持反對瓜分波蘭。當他加入約瑟夫·沃斯政府時，極端民族布爾什維主義者受到了威脅，這讓人們擔心他的日子已經屈指可數了。
他1922年出任外交部長。在熱那亞會議之前寫道，對他個人安全的擔憂預示著他自己的死亡。堅持德國應履行《凡爾賽條約》規定的義務，但努力修改其條款，激怒了德國極端民族主義者。他還通過與蘇聯談判1922年4月16日簽署的《拉帕洛條約》激怒了這些極端分子，儘管該條約隱含承認1921年開始的德蘇秘密合作，規定德國重新武裝，包括德國擁有的飛機在俄羅斯境內製造。仍然默默無聞的國家社會主義德國工人黨和其他極端主義團體的領導人錯誤地聲稱他是“猶太共產主義陰謀”的一部分，儘管他是一名自由主義者德國民族主義者，支持該國最近的戰爭努力。英國政治家羅伯特·布思比這樣評價他：“他是只有德國猶太人才能同時成為的人物：先知、哲學家、神秘主義者、作家、政治家、最高和最偉大的工業巨頭以及先驅者。”所謂的「工業合理化」。”儘管拉特瑙渴望德國和蘇聯之間的經濟和政治合作，但他仍然對這一點持懷疑態度。蘇聯人的方法：
我們不能用俄羅斯的方法，因為它們最多只能證明一個農業國家的經濟可以被夷為平地；而不能用俄羅斯的方法。俄羅斯的想法不是我們的想法。正如俄羅斯城市知識分子的精神一樣，他們是非哲學的、高度辯證的。它們是基於未經證實的假設的充滿激情的邏輯。他們認為，只有一種善，即對資產階級的毀滅，比所有其他善更重要，並且必須接受貧困、獨裁、恐怖和文明的衰落，以確保這一善。為了把千萬人從資產階級手中解放出來，必須犧牲一千萬人，這被認為是一個嚴酷但必然的後果。俄羅斯的理念是強制幸福，與強制引入基督教和宗教裁判所具有相同的意義和邏輯。
戰爭賠款問題困擾拉特瑙：《凡爾賽條約》第231條規定德國需要數十年才能償還戰爭賠款。消除戰爭罪責，將其轉化為財政和經濟責任對於與四大的關係至關重要。然而拉特瑙無法讓德國人相信其適用性。他以“世界末日般的方式談論社會、政治和責任問題。”他很有說服力；他敦促說，協約國將承認德國必須“有能力履行其義務”。

### 意象哲學

#### 社會觀點
拉特瑙在需要團結一致維護和平的時期寫下了個人和社會對社區的責任。他的特點是勇氣、遠見、想像力、堅韌和創造力；但他堅持認為技術可以幫助體力勞動者。因此，工作的樂趣之一就是“從利潤中獲得樂趣”，以提升社會水平。
他所遭受的一項嚴厲批評是，他暗示猶太人永遠不能把德國放在第一位。正如德國民族主義歷史學家海因里希·特雷奇克所寫，猶太人是“我們的不幸”這一觀念導致了1880年代反猶太政黨的激增。帝國軍官團中的成員既公然又潛在地反猶太主義，最終支持納粹的反猶太政策。 
凡爾賽和會之後，他成立了“工業聯盟”，這是國際主義的一個分支，將德國的失敗歸咎於工業準備不足。他希望為通過與豪斯上校的熟人所表達的德國戰爭罪責開脫。

#### 社會主義

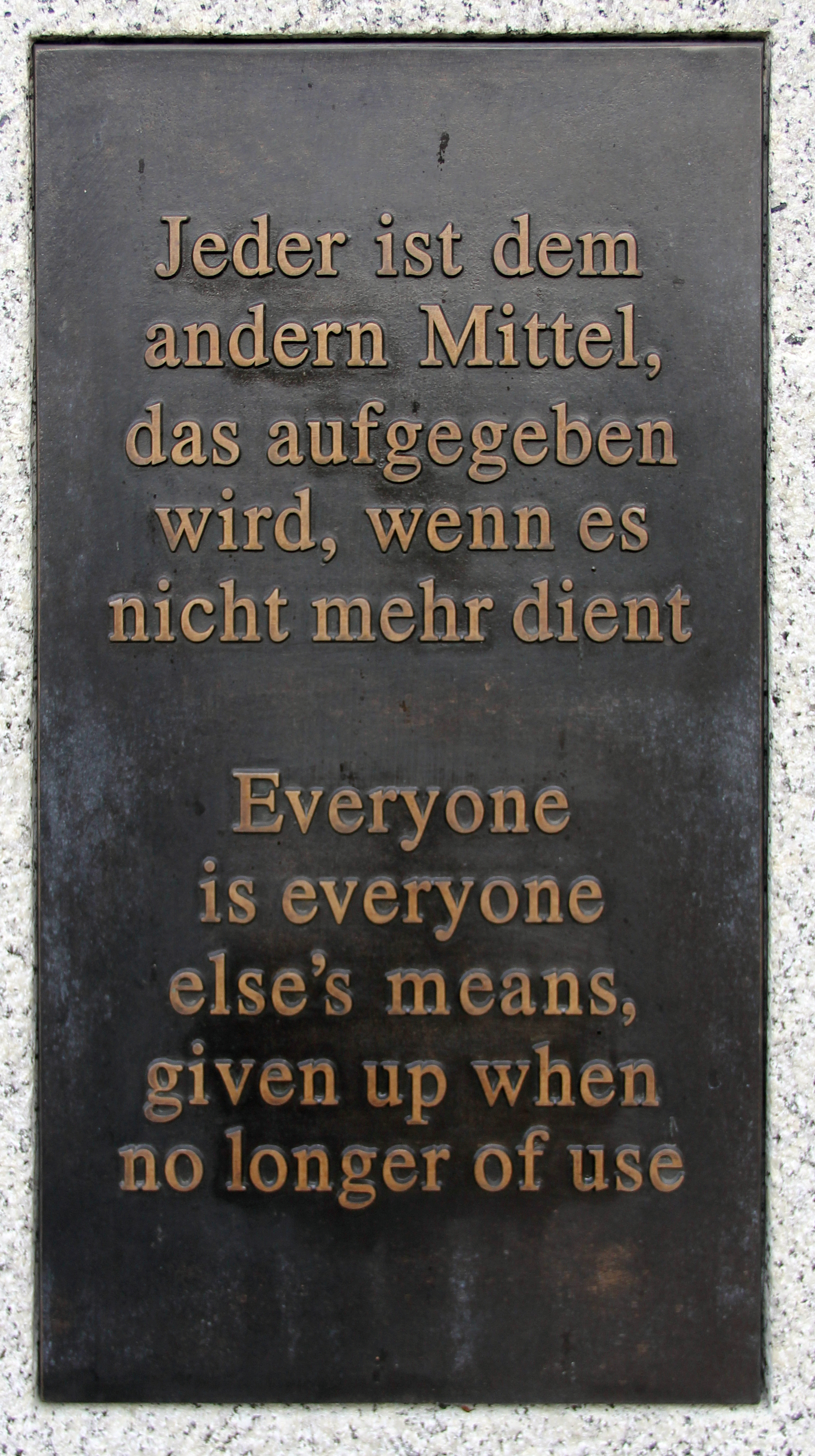
柏林的拉特瑙語錄銘牌：每個人都是別人的途徑，當不再需要時就會被丟棄

儘管拉特瑙從未結婚，但他確實愛上了伊麗莎白·“莉莉”·弗蘭齊斯卡·多伊奇（娘家姓卡恩），她是一位社交名媛，也是他父親商業夥伴菲利克斯·多伊奇的妻子。她是曼海姆的伯恩哈德和艾瑪·卡恩（娘家姓埃伯施塔特）的女兒，也是作曲家羅伯特·卡恩和華爾街金融家奧托·赫爾曼·卡恩等人的妹妹。他在一本名為“Brevarium Mysticum”的筆記本中講述了在翱翔的雄鷹中發現的愛情，以及在哈爾茨山脈逗留期間的深情奉獻。瓦爾特有很高的文化素養和智慧，寫了幾本具有深刻哲學色彩的書。拉特瑙越來越接近拒絕宗教，擁抱科學的力量。他試圖引起人們的注意，馮·科門登·丁根（Von Kommenden Dingen）的未來主義浪漫運動需要做出哪些改變才能公開挑戰生活。機械論拒絕接受馬爾薩斯關於人口增長推動人類進步的思想的核心特徵。他關注的是技術的重要性，而不是對標準化、專業化和抽象的積極認可。拉特瑙信息收集的必然結果是數據呈指數級爆炸性增長，這將豐富全球化。拉特瑙通過將人分為幾類來闡述他的論點：穆特曼申和弗希特曼申概述了整個歐洲的大規模移民問題，這些問題與過去產生了共鳴。 
機械化理論認為，競爭不可能永遠持續下去，因為它會在愛情中消亡。在對德國商業未來的偉大願景之前，人們發表了一些聲明。他不能直接對裝甲車運動的機械化負責，因為他的社會理想主義植根於盧梭的偉大啟蒙道路。純粹的機械化必然會導致心理變異，冒著悲劇、墜入深淵的風險。拉特瑙被對聖方濟各·阿西西的熱愛所同化，這種為社區服務的信息限制了他的野心。作為一種經過修改或應用的神秘主義，拉特瑙的思想總是將工作表達為“一種快樂”，並且像叔本華一樣，他拒絕唯物主義並認識到其陷阱，利用對技術的深入了解同時警告其危險。這種與蘇聯辯證唯物主義工作方法的區別在尋求重新武裝的德國是不受歡迎的。因此作為原材料和科學功效的負責人，他匯集了管理和控制的想法。 

### 遇刺身亡

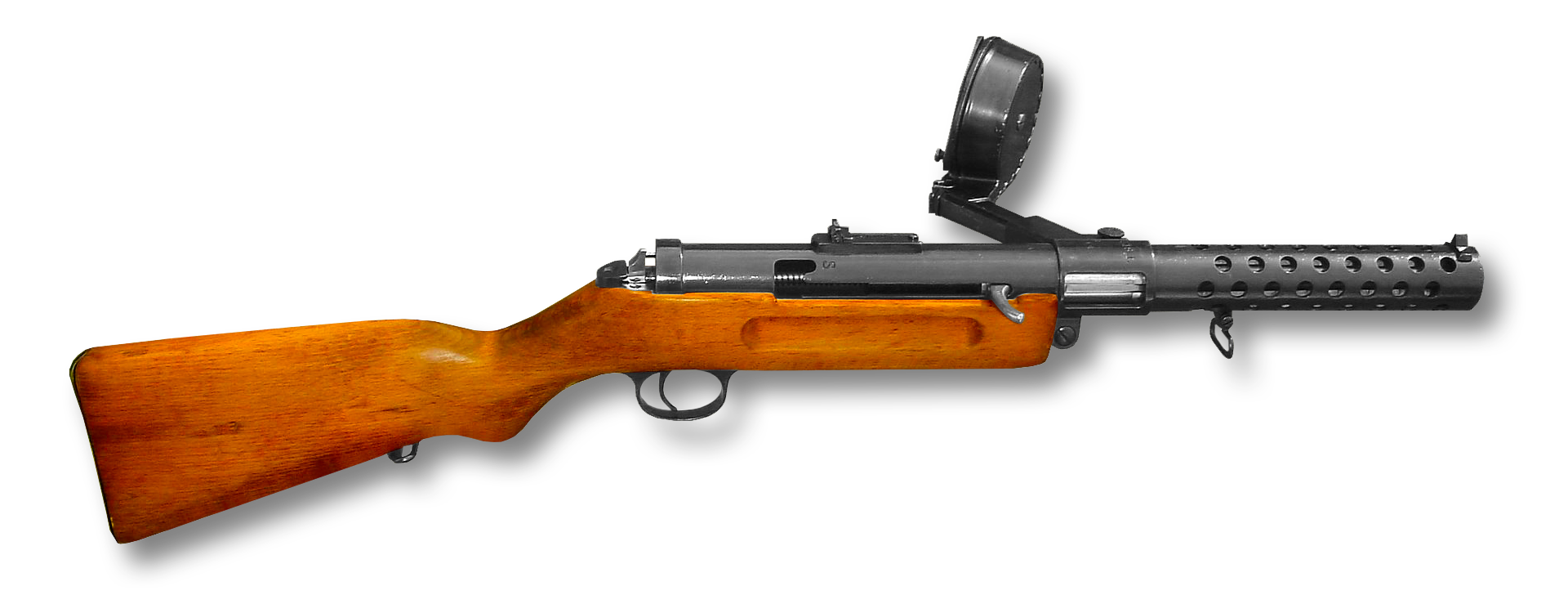
杀死拉特瑙的冲锋枪

1922年6月24日，即《拉帕洛條約》（放棄德國在第一次世界大戰中的領土要求）簽署兩個月後，拉特瑙被暗殺。這個星期六早上，拉特瑙親自乘坐專車從位於柏林格魯內瓦爾德的家前往位於威廉大街的外交部。旅途中，他的NAG敞篷車被一輛梅賽德斯汽車超車，這輛旅行車由恩斯特·泰喬（Ernst Werner Techow）駕駛，艾爾溫·科恩（Erwin Kern）和赫爾曼·菲舍爾（Hermann Fischer）坐在後座。科恩用MP18衝鋒槍近距離開火，幾乎立即殺死了拉特瑙，而菲舍爾則向車內扔了一枚手榴彈，然後迅速將逃走。參與陰謀的還有泰喬的弟弟漢斯·格德·泰喬、未來的作家恩斯特·馮·所羅門和威利·岡瑟。所有陰謀者都是極端民族主義秘密組織領事（O.C.）的成員。 
拉特瑙的暗殺只是組織領事發起的一系列恐怖襲擊中的一個。其中最引人注目的是1921年8月前財政部長馬蒂亞斯·埃茲伯格被暗殺。當費舍爾和科恩准備他們的陰謀時，前總理菲利普·謝德曼於1922年6月4日遭到組織領事刺殺，險些喪命。歷史學家馬丁·薩布羅指出，組織領事無可爭議的領袖赫爾曼·埃爾哈特是下令謀殺的人。埃爾哈特和他的部下相信，拉特瑙的死將導致政府垮台，並促使左翼對魏瑪共和國採取行動，從而引發內戰，而國防軍將向組織領事求助。在取得預期的勝利後，埃爾哈特希望建立一個獨裁政權或軍事獨裁政權。為了不因拉特瑙的謀殺而完全失去合法性，埃爾哈特小心翼翼地確保他和刺客之間沒有任何联系。儘管費舍爾和科恩與組織領事柏林分會有聯繫，利用其資源，但他們主要是自行策劃和實施暗殺。

#### 后续影响

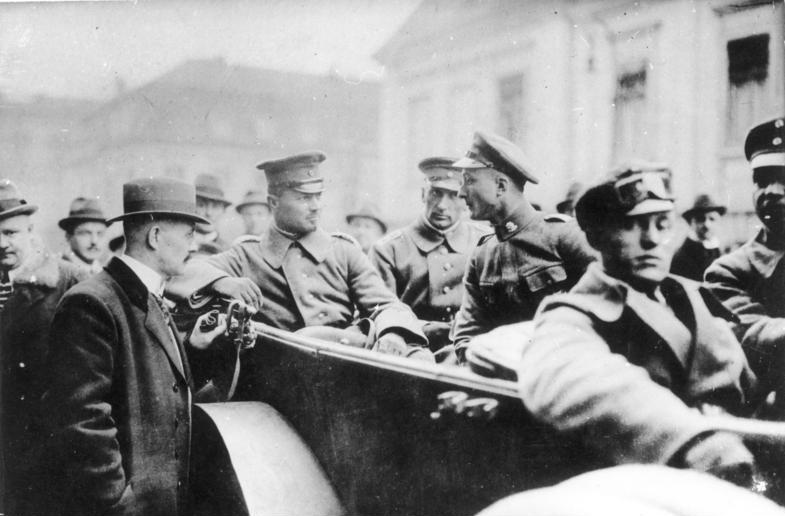
1920年3月，柏林卡普政變期間，赫爾曼·埃爾哈特上尉（左，坐在車裡）

然而恐怖分子的目標沒有實現，內戰也沒有到來。相反，數百萬德國人聚集在街頭表達悲痛并示威反對反革命恐怖主義。當拉特瑙去世的消息在國會大廈傳出後，會議陷入混亂。DNVP政治家卡爾·赫爾弗里希尤其成為蔑視的目標，因為他最近剛剛對拉特瑙進行了尖刻的攻擊。在第二天的官方紀念儀式上，中間黨總理約瑟夫·沃爾特發表了一篇很快就廣為人知的演講，他在演講中指著議會大廳的右側，引用了菲利普·謝德曼的著名公式：“敵人就在那裡——毫無疑問：這個敵人在右邊！”

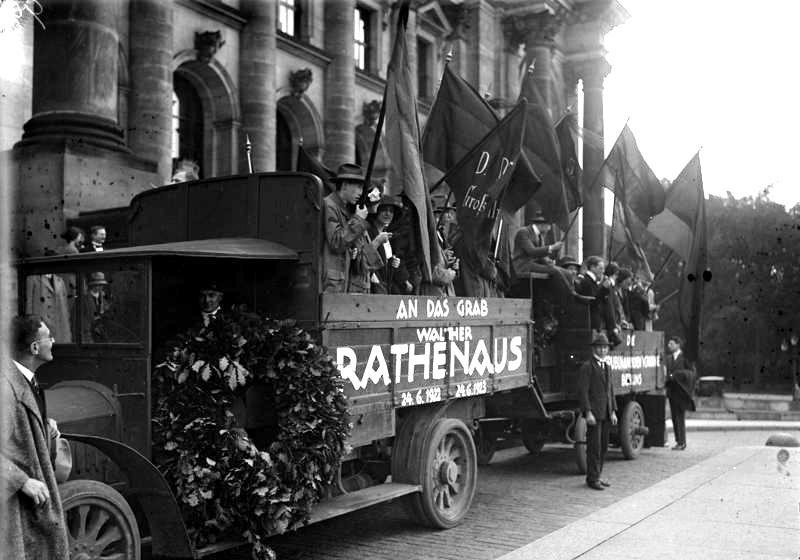
人民紀念瓦爾特·拉特瑙，1923 年 6 月

犯罪本身很快就被澄清了。威利·岡瑟曾在公開場合吹噓過他的參與。6月26日被捕後，他毫無保留地承認了自己的犯罪事實。漢斯·格德·泰喬於第二天被捕，三天后，恩斯特·沃納·泰喬正在探望他的叔叔。然而，菲舍爾和科恩仍然逍遙法外。經過一次讓德國陷入懸念兩個多星期的大膽逃亡後，他們終於在圖林根州的薩萊克城堡被發現，城堡的主人本人就是組織領事的秘密成員。7月17日，他們遇到了兩名警探。在對峙期間等待援軍時，一名偵探向窗戶開槍，在不知情的情況下，科恩頭部中彈身亡。費舍爾隨後結束了自己的生命。
1922年10月，當這起案件被提交法庭時，恩斯特·沃納·泰喬是唯一被指控謀殺的被告。另有十二名被告因各種罪名被提審，其中包括刺探拉特瑙習慣並與組織領事保持聯繫的漢斯·格德·特喬和恩斯特·馮·薩洛蒙，以及組織領事西德指揮官卡爾·蒂勒森，刺殺埃爾茲貝格的海因里希·蒂勒森和他的副官哈特穆特·普拉斯的兄弟。檢方撇開該陰謀的政治影響，而將重點放在反猶太主義問題上。在被暗殺之前，拉特瑙確實經常成為惡意反猶太主義攻擊的目標，而暗殺者也是暴力反猶太主義的德國人民保護聯盟的成員。根據恩斯特·沃納·泰喬的說法，科恩認為拉特瑙必須被謀殺，因為他與布爾什維克俄羅斯關係密切，因此他甚至他把他的妹妹嫁給了共產黨人卡爾·拉德克（Karl Radek）——這完全是捏造的——拉特瑙本人也承認自己是臭名昭著的反猶太主義偽造品《錫安長老議定書》中所描述的三百名“錫安長老”之一。但被告極力否認他們殺害拉特瑙是因為他是猶太人。檢方也未能完全揭露組織領事參與這一陰謀。因此蒂勒森和普拉斯僅因未通報犯罪而被定罪，分別被判處三年和兩年監禁。所羅門因共謀謀殺罪被判五年監禁。恩斯特·沃納·泰喬險些逃脫了死刑，因為他在最後一刻的認罪中成功地讓法庭相信，他只是在科恩的死亡威脅下才這麼做的。相反，他因謀殺同謀而被判處十五年監禁。

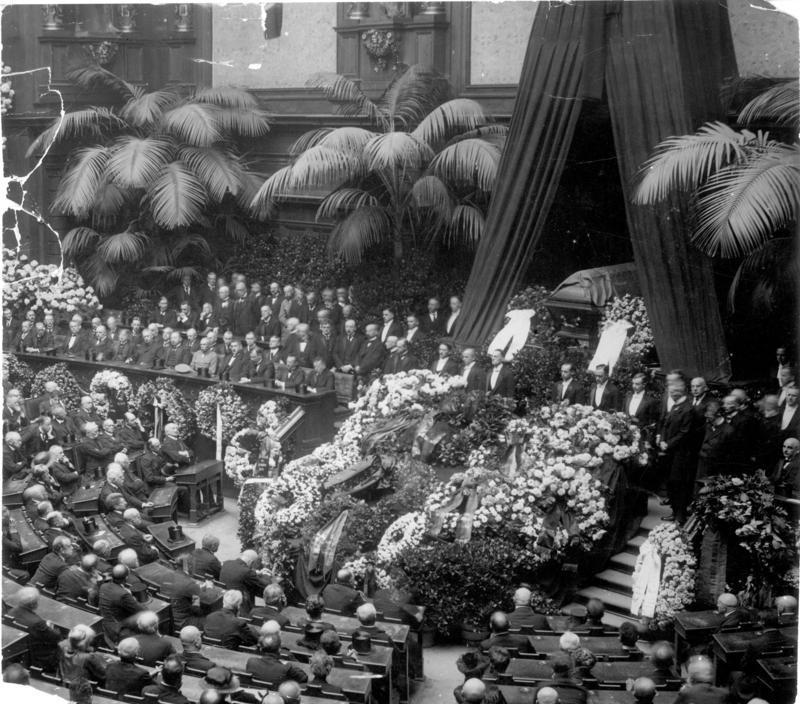
1922年6月27日在德國國會大廈为拉特瑙举行的国葬

最初對拉特瑙遇刺的反應增強了魏瑪共和國的實力。最引人注目的反應是《共和國保衛法》的頒布，該法於1922年7月22日生效。只要魏瑪共和國存在，6月24日就一直是公眾紀念活動。在公眾記憶中，拉特瑙之死越來越像是為民主而做出的烈士般的犧牲。

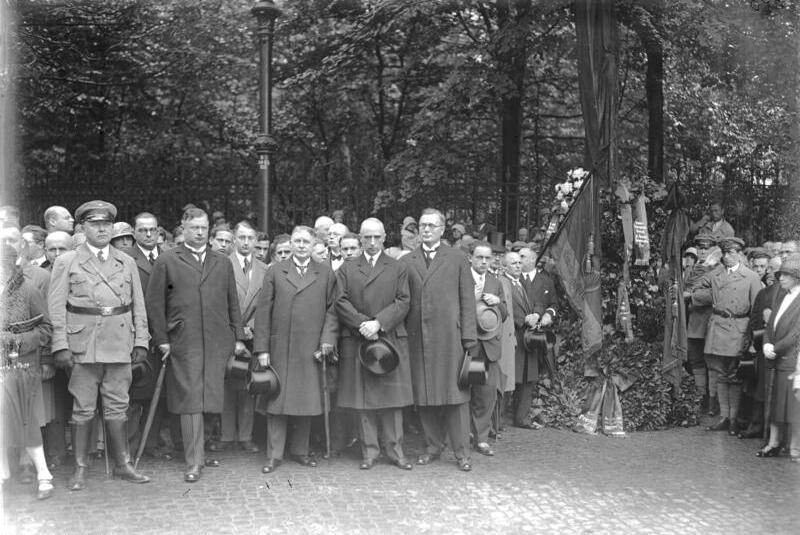
1929 年6月，犯罪現場的拉特瑙紀念牌揭幕

隨著1933年納粹奪取政權，情況發生了變化。納粹有計劃地取消了對拉特瑙的公眾紀念活動，摧毀了拉特瑙的紀念碑，關閉了拉特瑙故居內的瓦爾特-拉特瑙博物館，並重新命名了紀念他的街道和學校。相反，克恩和費舍爾的紀念牌於1933年7月在薩勒克城堡隆重揭幕，並於1933年10月在刺客墳墓上豎立了一座紀念碑。

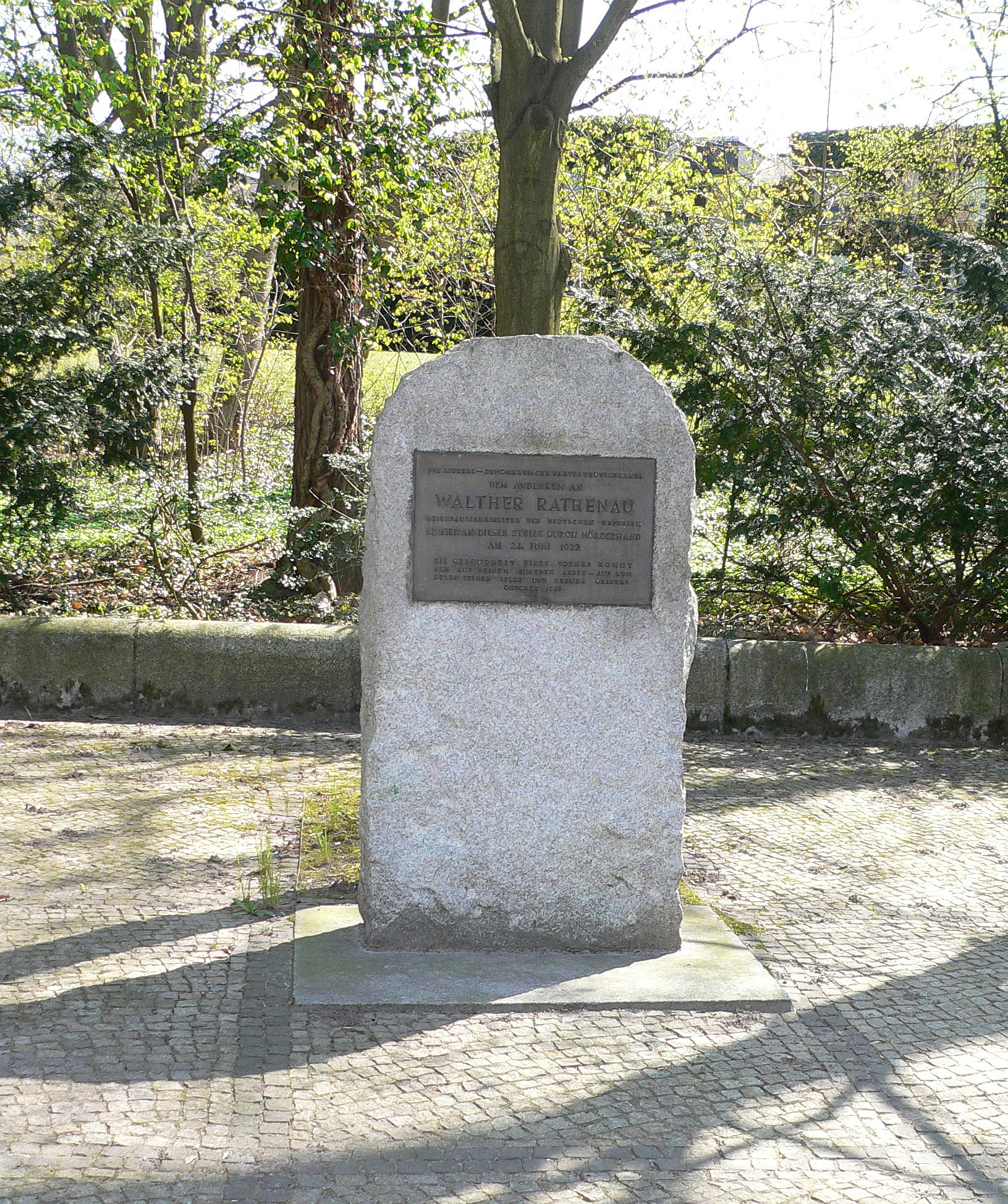
國王大道瓦爾特·拉特瑙紀念碑

1946年10月23日，德國自由民主黨在柏林-格魯內瓦爾德國王大道上重新树立起了一塊紀念碑，紀念拉特瑙被害。
|  | Die Liberal-Demokratische Partei Deutschlands Dem Andenken an WALTHER RATHENAU Reichsaußenminister der deutschen Republik Er fiel an dieser Stelle durch Mörderhand am 24. Juni 1922 Die Gesundheit eines Volkes kommt nur aus seinem inneren Leben Aus dem Leben seiner Seele und seines Geistes Oktober 1946 德國自由民主黨 在此纪念 瓦爾特·拉特瑙 德意志共和國外交部長 1922年6月24日 就在此处，他落入了兇手的手中 一個民族的健康 來自它内在的生命 來自具有它靈魂和精神的生命 1946年10月 |

## 延伸閱讀
- Count Harry Kessler, Berlin in Lights: The Diaries of Count Harry Kessler (1918–1937) Grove Press, New York, (1999).
- Walter Rathenau: Industrialist, Banker, Intellectual, And Politician; Notes And Diaries 1907–1922. Hartmut P. von Strandmann (ed.), Hilary von Strandmann (translator).  Clarendon Press, 528 pages, in English. October 1985. ISBN 978-0-19-822506-5 (hardcover – ISBN 31101985).

## 外部連結
- Walther-Rathenau-Gesellschaft e.V. （德文）
- Speech by German President Friedrich Ebert at Rathenau's burial （页面存档备份，存于） （德文）
- Walther Rathenau的作品  - 古騰堡計劃

| 官衔                 | 官衔              | 官衔                 |
| -------------------- | ----------------- | -------------------- |
| 前任： 約瑟夫·維爾特 | 德國外交部長 1922 | 繼任： 約瑟夫·維爾特 |